# Barringtonia maxwelliana
Barringtonia maxwelliana es una especie de planta perteneciente a la familia Lecythidaceae. Es endémica del estado de Perak, en Malasia. Habita tan solo en los bosques de las laderas de la colina Maxwell a unos 600 m s. n. m. de altura y su estado de conservación se considera vulnerable debido a la pérdida de hábitat.

## Taxonomía
Barringtonia maxwelliana fue descrita por (Whitmore) Prance y publicado en Blumea 55: 14 2010.
Sinonimia
- Abdulmajidia maxwelliana Whitmore	[3]